# Rue des Immeubles-Industriels
La rue des Immeubles-Industriels est une rue du 11e arrondissement de Paris, longue d'environ 180 mètres, elle est conçue dans les années 1860 et construite en 1872-1873, dans le contexte de la crise de l'industrie du meuble dans le faubourg Saint-Antoine à la fin du Second empire. L'homogénéité de ses constructions, l'utilisation du fer, de la pierre et de la brique caractéristique de cette époque et le projet économique et social fondateur en font une des rues remarquables de la capitale.

## Situation et accès
Cette rue est située près de la place de la Nation, et relie la rue du Faubourg-Saint-Antoine (à hauteur des numéros 307-309) au boulevard Voltaire (numéros 262-266).
Cette rue est desservie par  les stations de métro Nation et Rue des Boulets.

## Origine du nom
Cette rue et les immeubles qui la bordent dans cette couronne récemment aménagée correspondent à une rationalisation et à une concentration de l'activité des ateliers contrairement à la rue du Faubourg-Saint-Antoine où le développement de ces activités s'est fait depuis deux siècles de façon dispersée et anarchique. Le projet industriel et social comme la construction en série des immeubles, sur le même plan et selon les critères modernes et esthétiques de l'époque justifient son appellation, d'abord « rue de l'industrie-Saint-Antoine » sans doute en référence avec l'activité de la rue éponyme, puis « rue des immeubles-industriels » à partir de 1877.

## Historique

### Construction des immeubles
Cette rue ouverte en 1873 sous le nom de « rue de l'Industrie-Saint-Antoine » et devenue, par arrêté du 1er février 1877, « rue des Immeubles-Industriels », est lotie par l'architecte Émile Leménil de 19 immeubles identiques à usage industriel et artisanal de 3 étages chacun, au-dessus de deux sous-sols, du rez-de-chaussée et d'un entresol, et surmonté de combles aménagés en logements.
Les ateliers se trouvent au rez-de-chaussée et à l'entresol. Le reste est constitué d'appartements qui bénéficient d'un très bon confort pour l'époque : gaz, eau chaude et froide au profit des artisans et ouvriers. L'ensemble est conçu dans l'esprit des sociétés ouvrières utopistes de l'époque.
Une machine à vapeur de 200 chevaux, construite par la Société J.F Cail & Cie, et située au sous-sol d'un immeuble au milieu de la rue, fournissait l'énergie, distribuée par arbres, aux 230 ateliers qui occupaient jusqu'à 2 000 personnes. Les deux côtés de la rue étaient desservis grâce à un tunnel situé au niveau du 2e sous-sol. À l'époque, la plupart des artisans sont des ébénistes ou des fabricants de meubles.
Les immeubles sont construits de façon sobre et fonctionnelle. Les ateliers possèdent de grandes baies vitrées et les façades sont agrémentées par les colonnes en fonte forgées et les briques bleues des fenêtres. Cette architecture associant fonte, verre, briques et pierres est caractéristique de l'époque, on en retrouve d'autres exemples dans le même quartier (station de métro, 252 boulevard Voltaire entre autres).
L'ensemble des immeubles de la rue est inscrit au titre des monuments historiques le 23 juillet 1992.

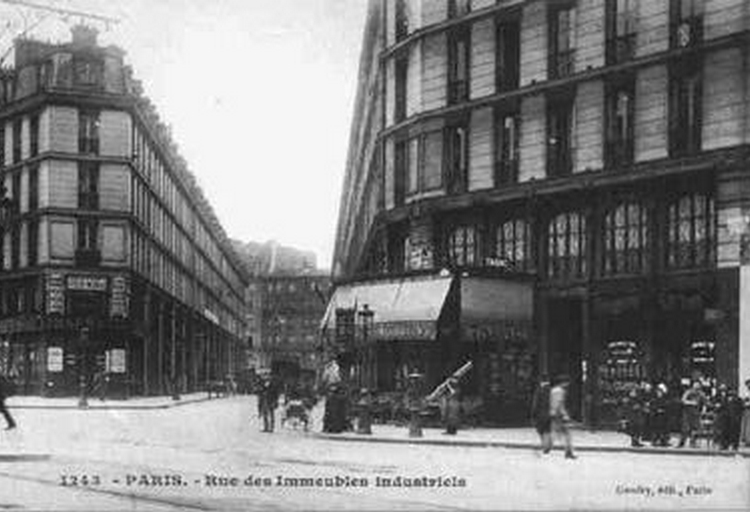
Vue générale vers les années 1900.
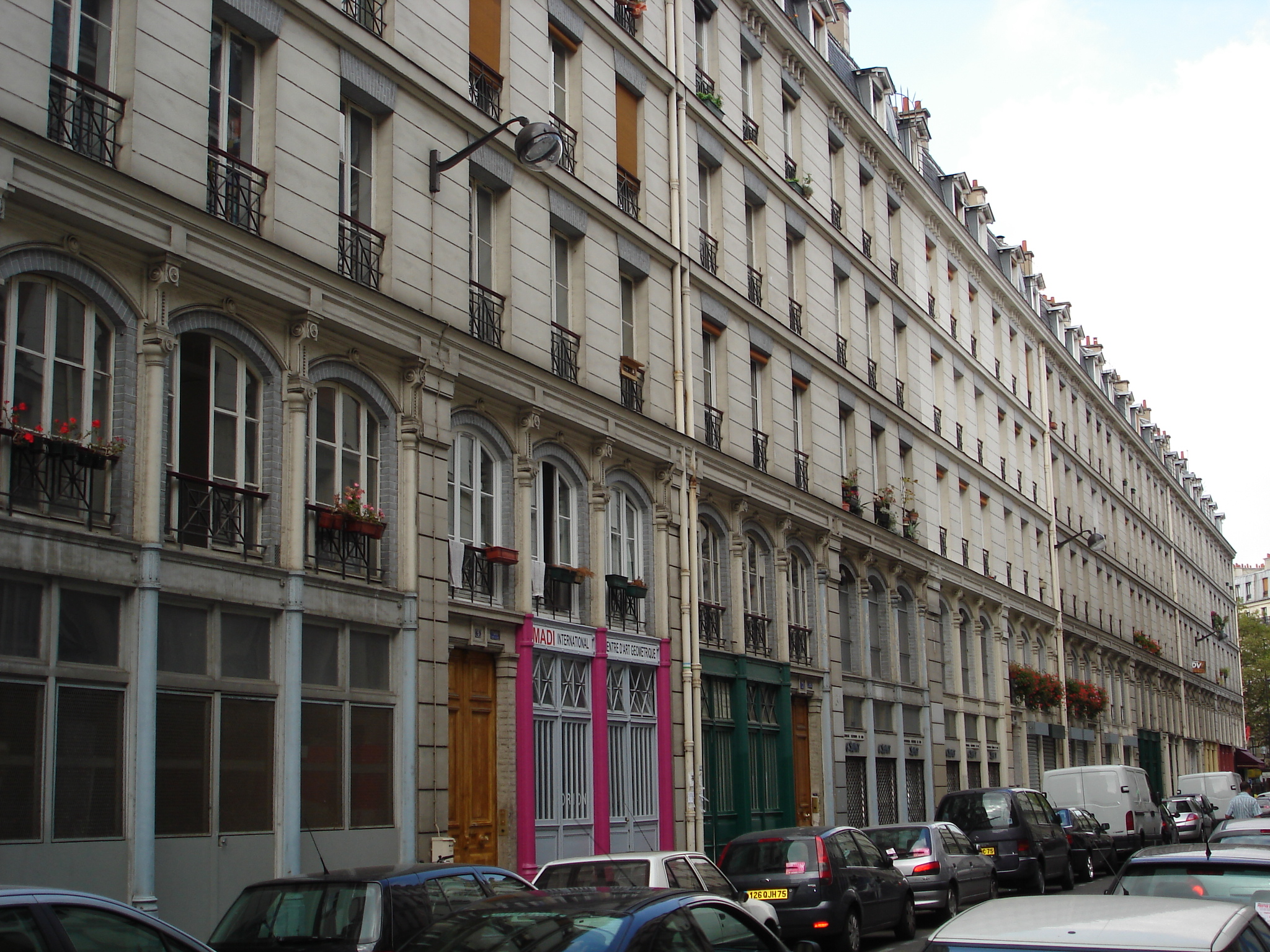
Vue de quelques immeubles.
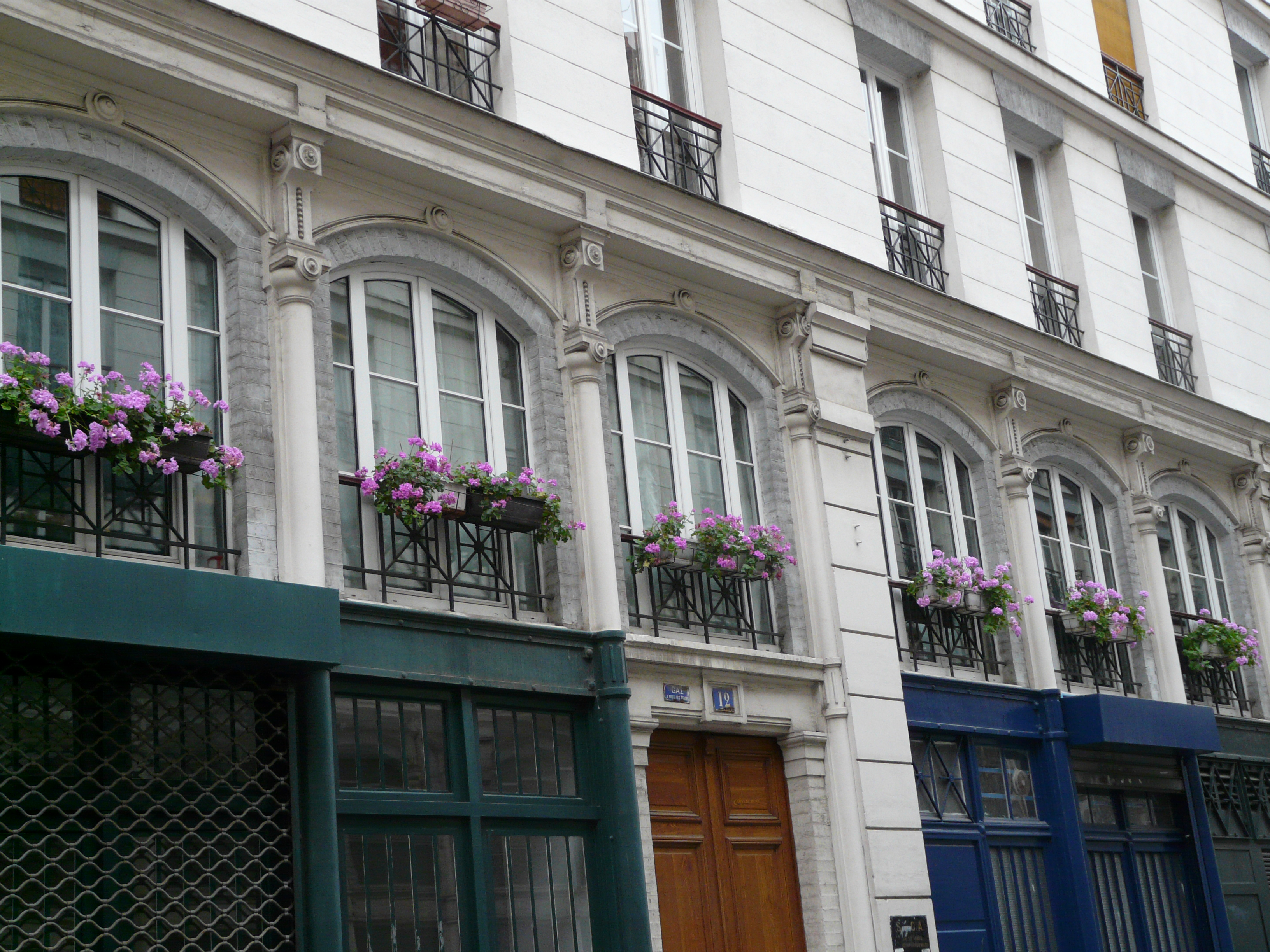
Rez-de-chaussée et entresol des ateliers surmontés des étages d'habitation.

### La Seconde Guerre mondiale
Dans le courant des années 1930, de nombreux immigrés juifs originaires principalement de Pologne ou plus généralement du Yiddishland s'installent dans la rue et fondent des ateliers de confection. La langue de la rue devient le yiddish.
En 1939, sur 450 résidents, au moins 246 sont Juifs. Plusieurs dizaines se portent volontaires dans les rangs de l'armée française et rejoignent les 21e, 22e et 23e régiments de marche de la légion étrangère. Plusieurs seront tués, blessés, faits prisonniers à l'issue des combats de mai-juin 1940.
Dès le début de la Seconde Guerre mondiale, de nombreuses rafles parmi ces nouveaux résidents dépeuplent la rue.
Beaucoup de jeunes s'engagent dès 1941 dans les FTP-MOI pour combattre l'occupant. Parmi eux, le jeune Marcel Rayman (ou Rajman), âgé de 21 ans, qui rejoindra le groupe Manouchian. Il abattra entre autres, le 28 septembre 1943, le docteur Julius Ritter, l'un des principaux organisateurs du Service du travail obligatoire (STO). Arrêté par la police française, Rayman sera fusillé au mont Valérien avec l'ensemble du groupe, le 21 février 1944. Sa photo avec la légende « Rayman : Juif polonais, 13 attentats » figure sur l'Affiche rouge, affiche de propagande nazie, assimilant résistants et terroristes.

## Bâtiments remarquables et lieux de mémoire
- No 1 : le résistant Marcel Rayman y habita jusqu'en 1942. Une plaque commémorative y est apposée pour honorer sa mémoire.
- No 12 : Stefa Skurnik s'y réfugia, depuis sa Pologne natale, en 1936, rejointe plus tard par toute sa famille[4].

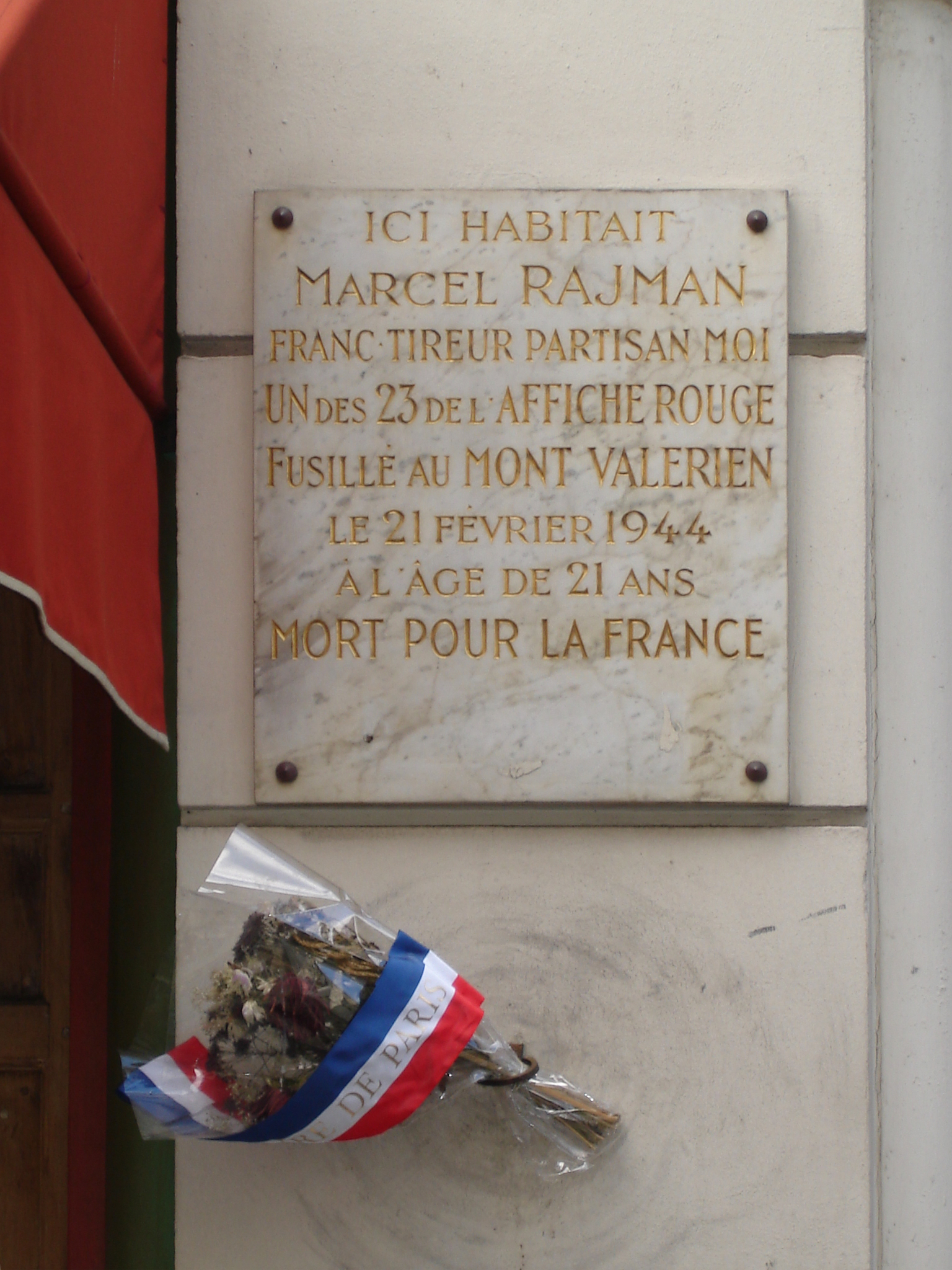
Plaque commémorative de Marcel Rayman.
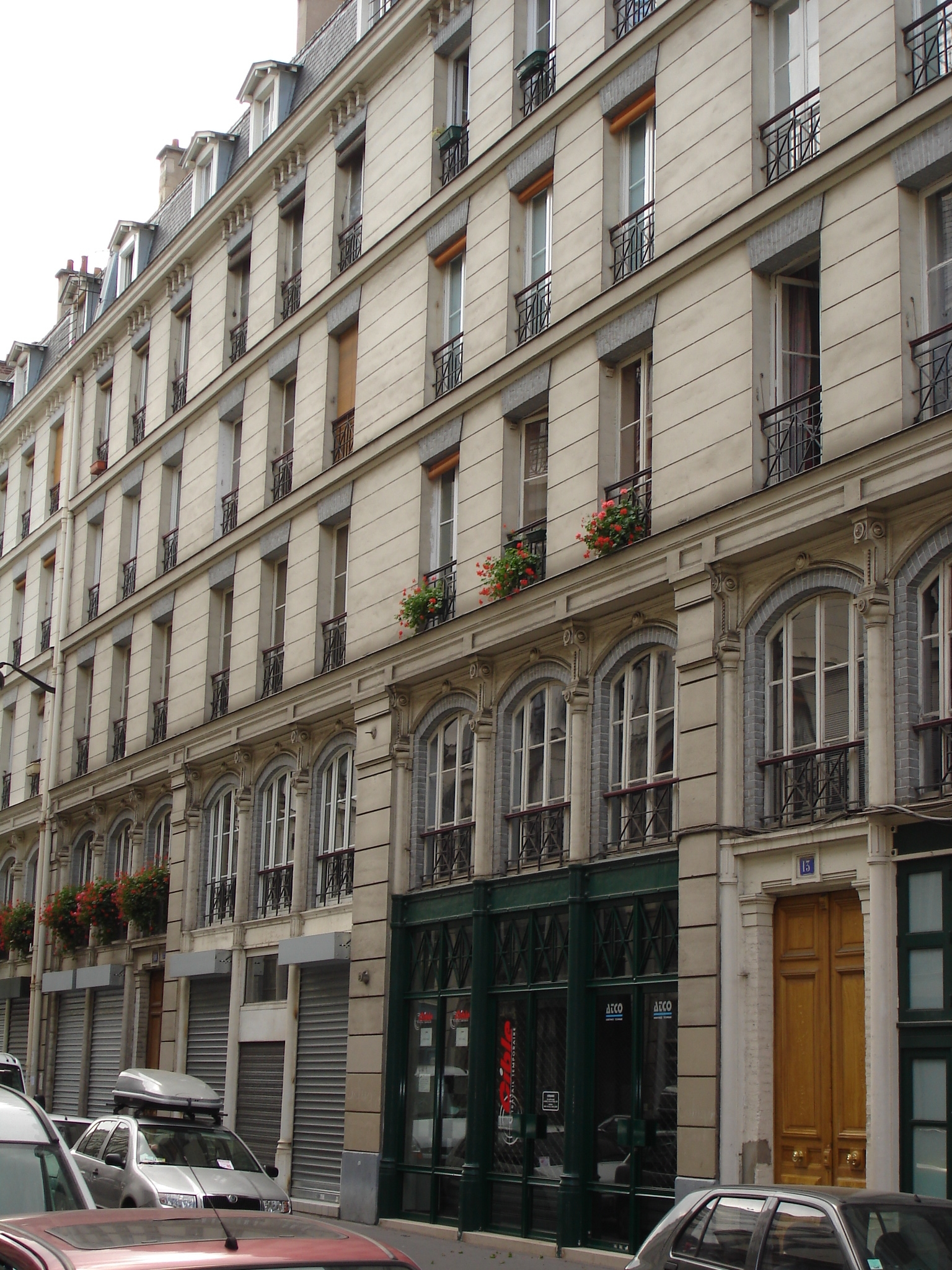
Vue d'un immeuble.
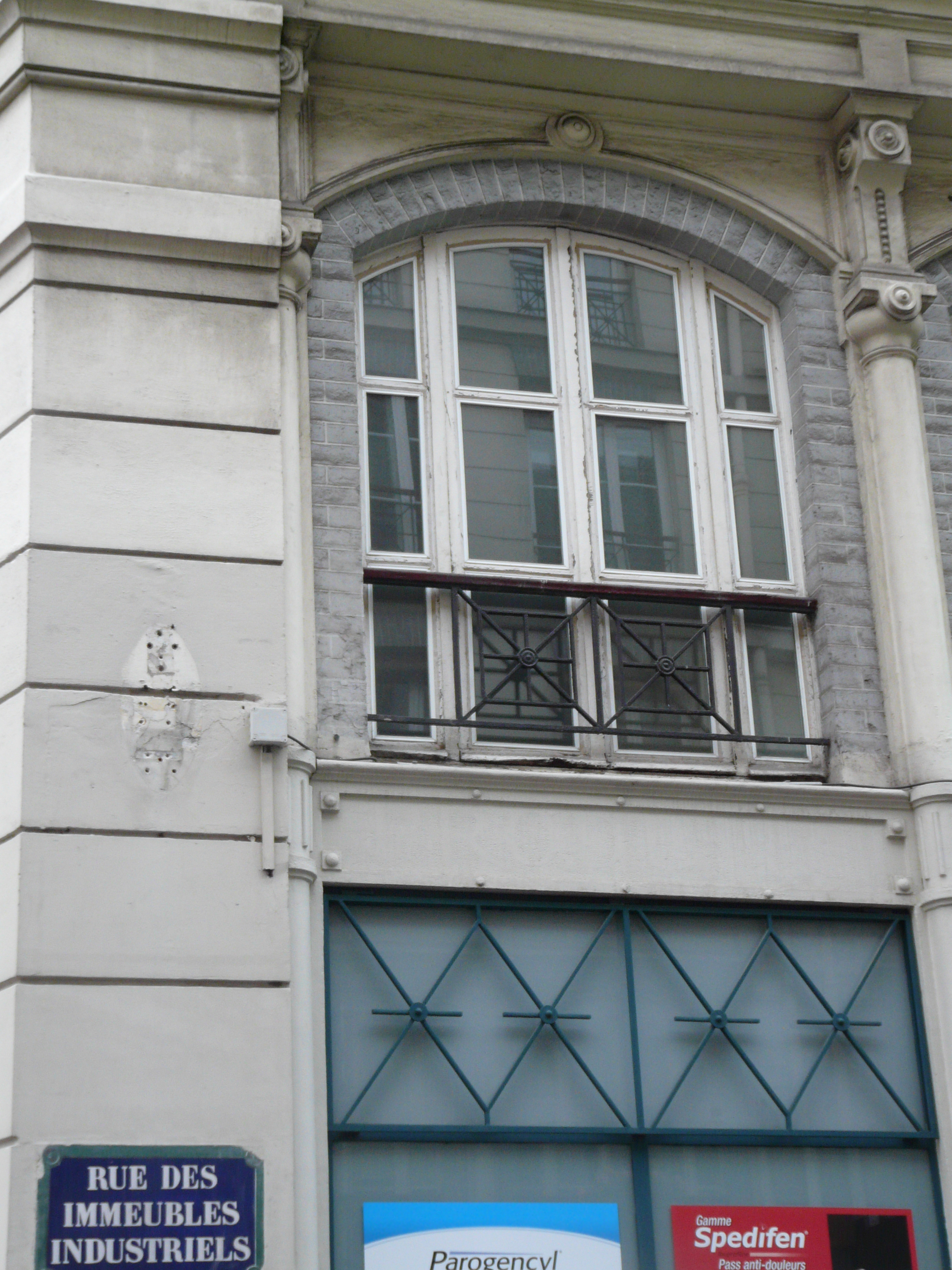
Pierres, fonte, verre et briques bleues.
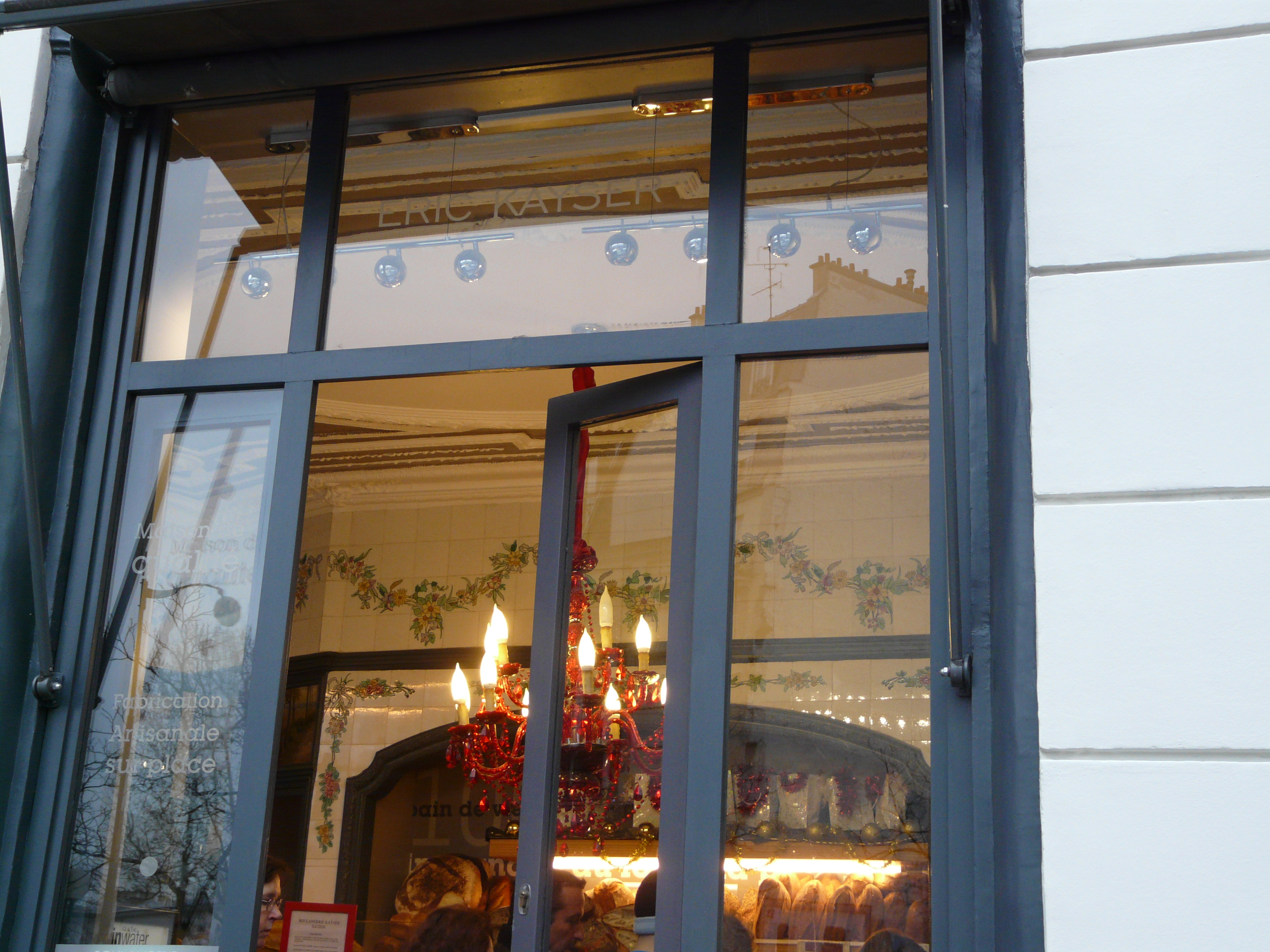
Décor de céramiques de la pâtisserie à l'angle de la rue du Faubourg Saint-Antoine.